# Píšťany
Píšťany (en allemand : Pistian) est une commune du district de Litoměřice, dans la région d'Ústí nad Labem, en Tchéquie. Sa population s'élevait à 197 habitants en 2021.

## Géographie
Píšťany se trouve sur la rive gauche de l'Elbe, face à Lovosice sur l'autre rive, à 5 km au sud-ouest du centre de Litoměřice, à 16 km au sud-est d'Ústí nad Labem et à 49 km au nord-ouest de Prague.

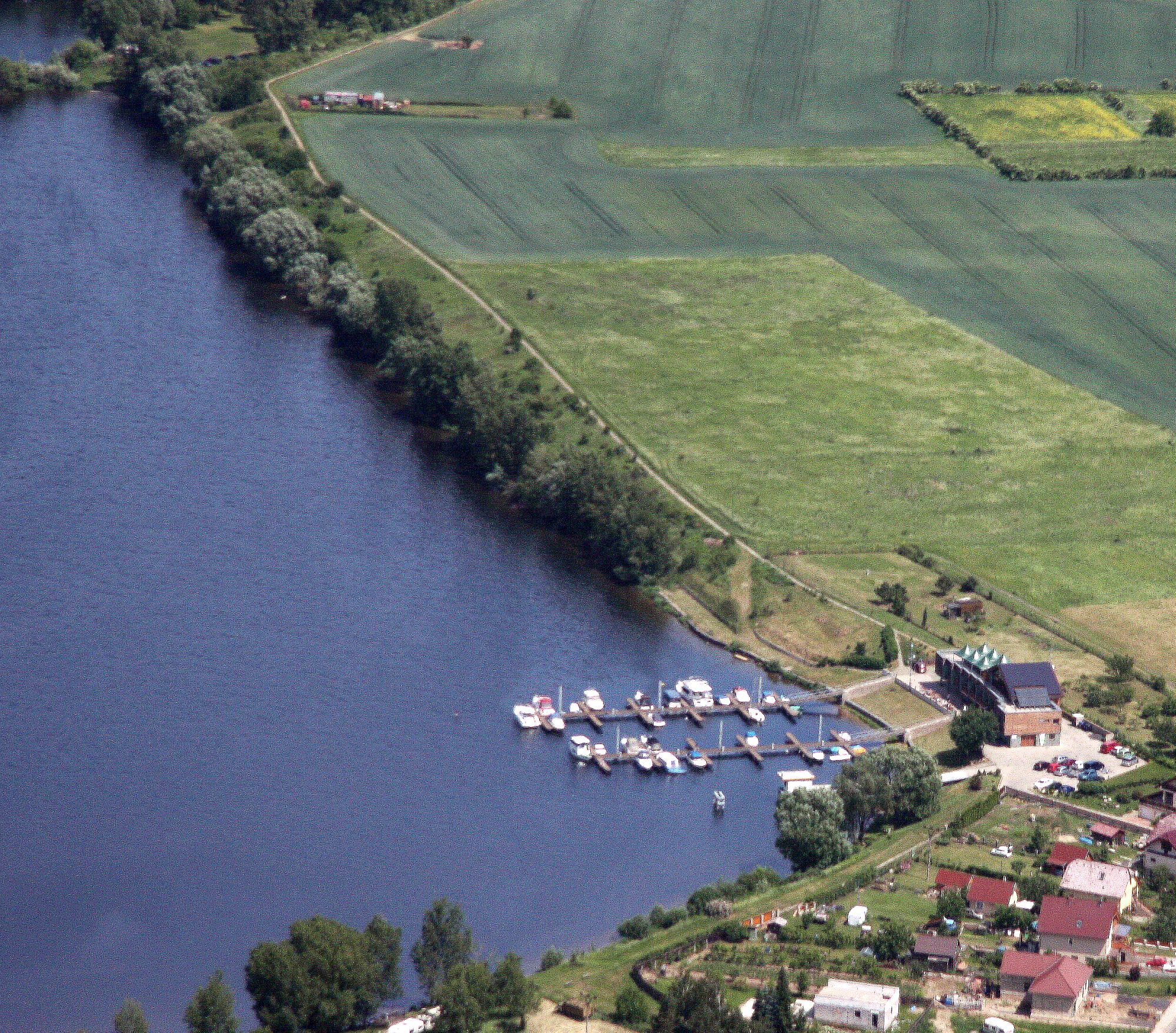
Marina sur la rive de l'Elbe.

La commune est limitée par Velké Žernoseky au nord et par Žalhostice à l'est ; sur l'autre rive de l'Elbe se trouvent Lovosice au sud et à l'ouest, et Lhotka nad Labem et Malé Žernoseky au nord-ouest.

## Histoire
La première mention écrite du village date de 1057.

## Transports
Par la route, Píšťany se trouve à 6 km de Litoměřice, à 24 km d'Ústí nad Labem  et à 70 km de Prague.